# Personlig autonomi
Personlig autonomi refererar inom filosofin till förmågan eller förverkligandet av förmågan att styra sig själv som person. Begreppet autonomi härstammar från grekiskans autos (själv) och nomos (bruk, ordning, lag) och har gamla rötter inom filosofin. Bland andra Immanuel Kant ägnade stor uppmärksamhet åt begreppet. Termen 'personlig' används som en specifikation av det mer allmänna begreppet 'autonomi'.

## Det moderna autonomibegreppet
Kant använde autonomibegreppet i bemärkelsen att en människas vilja är autonom om den är befriad från viljebärarens personliga intressen och i stället fullständigt underkastad plikten (för pliktens skull). Idag används det inom filosofin i en bemärkelse som ligger närmre den ursprungliga grekiska betydelsen. Den moderna diskussionen om personlig autonomi inleddes med en serie artiklar publicerade under 1970-talet. De amerikanska filosoferna Harry G. Frankfurt, Gerald Dworkin och Wright Neely stod bakom de mest tongivande teorierna.
Dessa hade gemensamt att de var "hierarkiska" modeller av personlig autonomi. Den grundläggande tanken bakom denna tradition är att en person är autonom i förhållande till ett första ordningens begär (eng. desire) om hon godkänner eller stödjer (eng. endorse) detta begär. Den hierarkiska modellen av personlig autonomi har utsatts för omfattande kritik och har förfinats under de senaste decennierna.

## Autonomibegreppet i principlismen
De hierarkiska modellerna är exempel på ideala teorier, vilka kan kontrasteras med realistiska teorier. Ett exempel på en realistisk autonomiteori återfinns i boken Principles of Biomedical Ethics av Tom Beauchamp och James Childress. I boken presenterar Beauchamp och Childress en bioetisk teori som ofta kallas för principlism.
Beauchamp och Childress bygger till skillnad från exempelvis Frankfurt och Dworkin inte sin teori om autonomi på ett hypotetiskt ideal, utan på antagandet att de flesta beslut som normalt kompetenta personer gör i sin vardag är autonoma. Beauchamp och Childress menar att 1) avsiktliga och 2) funktionsdugligt informerade handlingar som utförs av 3) okontrollerade personer är autonoma.
Jesper Ahlin förklarar 1-3: "Avsiktliga handlingar skiljer sig från oavsiktliga genom att de korresponderar mot agentens uppfattning om handlingen ifråga. Det vill säga, hos en oavsiktlig handling finns det ingen omedelbar koppling mellan agentens beslutsfattande och den handling som faktiskt utförs. Hos avsiktliga handlingar finns en sådan koppling, även om handlingar ibland på grund av oförutsedda omständigheter har oplanerade konsekvenser.
För att en agent ska vara informerad krävs inte fullständig information. Vi är i vardagen till exempel sällan medvetna om hela den händelsekedja som följer av varje handling vi utför, utan har oftast endast en begränsad uppfattning om dess omedelbara konsekvenser. Exempel på tillstånd som kan motverka att en agent är funktionsdugligt informerad är irrationalitet och omogenhet.
Vidare ska en agent vara okontrollerad för att hennes handlingar ska vara autonoma. En agent kan vara kontrollerad i yttre bemärkelse genom till exempel tvång eller manipulation, liksom att hon kan vara kontrollerad i inre bemärkelse genom till exempel psykiska sjukdomar eller narkotikaberoende.
Slutligen, eftersom autonomi endast gäller ”normalt kompetenta” personer, utvecklar Beauchamp och Childress standarder för inkompetens. Dessa standarder omfattar en oförmåga att fatta eller att kommunicera ett beslut, en oförmåga att förstå sin egen situation under rådande omständigheter och en oförmåga att genomföra grundläggande risk- och nyttokalkyler."